# Operació Washtub
L'Operació Washtub fou una operació secreta realitzada per la CIA amb l'objectiu de plantar armes soviètiques suposadament capturades al país de Nicaragua per a demostrar suposats tractes de Guatemala amb Moscou. Fou part de l'esforç per a enderrocar al president de Guatemala Jacobo Árbenz Guzmán l'any 1954.
El 19 de febrer de l'any 1954, la CIA plantà un gran nombre d'armes soviètiques a la costa de Nicaragua, que resultarien posteriorment "descobertes" per pescadors a sou del dictador recolzat pels Estats Units, el president Anastasio Somoza García. El 7 de maig de l'any 1954, el president Somoza afirmà a diversos reporters que un submarí soviètic havia sigut fotografiat (sense marques). La història involucrava aparentment als esquadrons d'assassinats de Guatemala (instruïts per la màfia). La premsa i el públic en general es varen mostrar escèptics i els fets no varen tenir molta repercussió.